# Reanálise de ciclones tropicais no Atlântico

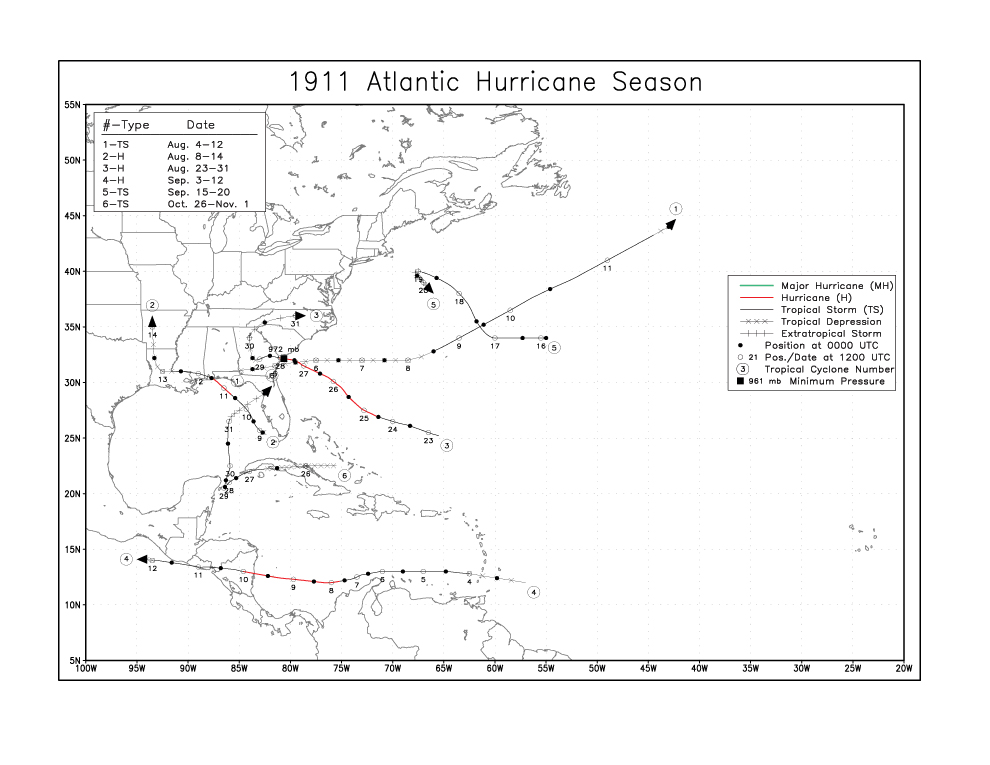
Mapa mostrando as trajetórias de todos os ciclones tropicais durante a temporada de furacões no Atlântico de 1911, já atualizadas pelo projeto de reanalise de furacões no Atlântico

A reanálise de ciclones tropicais no Atlântico é um projeto em andamento dentro do National Oceanic and Atmospheric Administration que procura corrigir e adicionar novas informações sobre furacões atlânticos passados. Começou por volta do ano 2000 para atualizar o HURDAT, o banco de dados oficial sobre furacões na bacia do Atlântico, que ficou desatualizada desde a sua criação.
Vários erros no banco de dados da HURDAT precisavam ser corrigidos, tais como a diferença entre a pressão mínima central com os vento máximo sustentado. Alguns desses erros têm existido desde a criação do banco de dados durante o Programa Apollo, da NASA.
O projeto também tenta adicionar novas informações ao banco de dados oficial. Por exemplo, pouco se sabia sobre furacões antes de 1886. Mas um projeto liderado por Jose Fernandez-Paratagas, que tinha por objetivo pesquisar em jornais e tablóides antigos sobre os eventos meteorológicos significativos daquela época. Com este projeto, muitas novas informações foram adicionadas, incluindo novas tempestades até então desconhecidas. Devido a esta profusão de informações relevantes que não estavam incluídas HURDAT, incluindo as definições de ciclone tropical e subtropical, o projeto de reanálises de furacões atlânticos começou por volta do ano 2000 para atualizar o banco de dados.
Entre 1900 e 1960, é estimado que pelo menos dois ciclones tropicais por ano no Oceano Atlântico deixaram de ser monitorados, principalmente pela falta de tecnologia disponível na época. Com isso, uma análise sucinta sobre trajetórias de navios e seus respectivos banco de dados poderiam fornecer informações mais detalhadas. Mesmo assim, foi necessário o desenvolvimento de novas tecnologias para a detecção de ciclones tropicais. Uma dessas novas tecnologias é o satélite QuikSCAT que mede remotamente a velocidade do vento numa determinada região. Foi graças ao QuikSCAT que o terceiro ciclone tropical da temporada de furacões no Atlântico de 2007 (tempestade tropical Chantal) pôde ser nomeada.
Atualmente, a bacia do Atlântico é a única que conta com a reanálise de seus ciclones tropicais. Em outras bacias, não há dados disponíveis sobre a maioria dos ciclones tropicais formados antes de 1960. Mesmo quando o empecilho de haver vários centros meteorológicos regionais especializados impede a reanálise de ciclones tropicais, a não ser que haja uma coordenação entre eles futuramente. A disponibilização de novos dados sobre ciclones tropicais pode auxiliar nos estudos sobre a mudança climática e mesmo sobre as tendências e comportamentos de ciclones tropicais no futuro.